# Il mondo è piatto
Il mondo è piatto. Breve Storia del Ventunesimo Secolo è un libro del 2005 di Thomas Lauren Friedman in cui l'autore descrive l'evoluzione della globalizzazione nell'ultimo decennio.
La globalizzazione è descritta dall'autore come un fenomeno di appiattimento del mondo (da cui il titolo del libro) dal punto di vista dei rapporti sociali ed economici. La globalizzazione secondo Friedman ha permesso di livellare il divario esistente tra i paesi industrializzati e quelli definiti emergenti come India e Cina. Il libro mette in luce il ruolo che Internet e le innovazioni tecnologiche ad esso legate stanno avendo nel rompere le barriere culturali, temporali e logistiche tra paesi diversi. Seppur non citato nel libro, che l'autore ha in parte integrato dopo l'edizione originale del 2005, il tema del Web 2.0 può essere facilmente riconosciuto in molti degli esempi citati.
Friedman individua 10 forze principali che avrebbero contribuito a questo appiattimento globale:
1. La caduta del muro di Berlino con la conseguente fine della contrapposizione del blocco sovietico con quello occidentale che ha dato la possibilità ai vari paesi di intrecciare nuovi rapporti. Il mondo ora è un unico mercato, un singolo ecosistema, una singola comunità.
2. La quotazione di Netscape. La data di questo avvenimento viene presa come l'inizio dell'era di internet che ha portato alla comunicazione globale di cui vediamo quotidianamente gli effetti. È il browser commerciale che ha determinato la grande diffusione di internet e del web come strumenti di comunicazione e di lavoro.
3. La creazione di software per il workflow in quanto incoraggiano lo sviluppo di procedure standardizzate per certi tipi di lavoro e transazioni commerciali permettendo ad un numero di individui sempre maggiore di collaborare sui reciproci contenuti digitali con una facilità senza precedenti.
4. L'avvento dell'uploading per mezzo del quale le persone mettono in condivisione con il resto del mondo le proprie conoscenze senza essere costretti a passare attraverso le tradizionali gerarchie organizzative o istituzionali.
5. L'esternalizzazione dall'America all'India.
6. La delocalizzazione in Cina.
7. Il supply chaining. Ossia la collaborazione orizzontale tra fornitori, venditori e clienti.
8. L'internalizzazione. Il piccolo può agire come se fosse grande e le grandi imprese possono agire come se fossero piccole. Far gestire da terzi la propria filiera.
9. L'in-forming. È l'analogo, a livello individuale, dell'uploading, dell'esternalizzazione, dell'internalizzazione, del supply-chaining e della delocalizzazione. È la capacità di dispiegare la propria catena di distribuzione individuale.
10. Gli steroidi, intese come le ulteriori possibilità, date dalle nuove tecnologie come il wireless, di connettersi a internet e quindi di scambiare dati anche quando si è in movimento e non solo da casa o dall'ufficio, potenziando così le altre 9 forze appiattitrici.

## Edizioni
- Thomas Lauren Friedman, Il mondo è piatto - Breve storia del ventunesimo secolo, traduzione di Aldo Piccato, collana Oscar, Arnoldo Mondadori Editore, 2007,  p. 584.